# Wisconsin Herd
O Wisconsin Herd é um time de basquete profissional americano que joga na G-League como afiliado do Milwaukee Bucks da National Basketball Association (NBA). Com sede em Oshkosh, Wisconsin, o Herd joga seus jogos em casa na Oshkosh Arena.

## História
Em 29 de junho de 2016, foi anunciado que o Milwaukee Bucks estava procurando comprar uma equipe de expansão na então D-League, listando suas cinco cidades finalistas como Grand Chute, La Crosse, Oshkosh, Racine e Sheboygan. Em 19 de dezembro, as autoridades da cidade de Oshkosh identificaram o antigo local da Buckstaff Furniture Company como o local para sua arena. Em 19 de janeiro, o Conselho Comum de Oshkosh aprovou a construção da arena, condicionado aos Bucks escolherem Oshkosh como sua casa.
Em 7 de fevereiro de 2017, o Milwaukee Business Journal informou que os Bucks haviam escolhido a oferta de Oshkosh. A equipe fez o anúncio oficial em 8 de fevereiro. Em 8 de junho, o nome Wisconsin Herd foi anunciado com o logotipo revelado em 22 de junho. Em 1 de julho de 2017, Dave Dean foi nomeado gerente geral da equipe e a comissão técnica foi anunciada em 22 de setembro.
A equipe ficou em primeiro lugar na liga durante a temporada de 2019-20 e conquistou uma vaga nos playoffs quando a temporada foi reduzida pelo início da pandemia do COVID-19 em março de 2020. O Herd foi então um dos 11 times que optaram por não participar da temporada de 2020-21 em um único local, onde todos os jogos da liga foram disputados no ESPN Wide World of Sports Complex. A equipe retornou para a temporada de 2021-22 com o ex-assistente técnico, Chaisson Allen, como novo treinador da equipe e Tony Bollier como gerente geral.

## Temporadas
| Temporadas                   | Divisão                      | Temporada Regular            | Temporada Regular      | Temporada Regular      | Temporada Regular      | Playoffs                                     |
| Temporadas                   | Divisão                      | Classificação                | V                      | D                      | %                      | Playoffs                                     |
| Wisconsin Herd               | Wisconsin Herd               | Wisconsin Herd               | Wisconsin Herd         | Wisconsin Herd         | Wisconsin Herd         | Wisconsin Herd                               |
| ---------------------------- | ---------------------------- | ---------------------------- | ---------------------- | ---------------------- | ---------------------- | -------------------------------------------- |
| 2017–18                      | Central                      | 5th                          | 21                     | 29                     | .420                   |                                              |
| 2018–19                      | Central                      | 5th                          | 12                     | 38                     | .240                   |                                              |
| 2019–20                      | Central                      | 1st                          | 33                     | 10                     | .767                   | Temporada reduzida pela pandemia de COVID-19 |
| 2020–21                      | Não jogou na temporada       | Não jogou na temporada       | Não jogou na temporada | Não jogou na temporada | Não jogou na temporada | Não jogou na temporada                       |
| 2021–22                      |                              | 14th                         | 8                      | 24                     | .250                   |                                              |
| Recorde na temporada regular | Recorde na temporada regular | Recorde na temporada regular | 74                     | 101                    | .423                   |                                              |
| Recorde nos playoffs         | Recorde nos playoffs         | Recorde nos playoffs         | 0                      | 0                      | –                      |                                              |

## Treinadores principais
| # | Treinador      | Temporadas    | Temporada regular | Temporada regular | Temporada regular | Temporada regular | Playoffs | Playoffs | Playoffs | Playoffs | Conquistas |
| # | Treinador      | Temporadas    | J                 | V                 | D                 | %                 | J        | V        | D        | %        | Conquistas |
| - | -------------- | ------------- | ----------------- | ----------------- | ----------------- | ----------------- | -------- | -------- | -------- | -------- | ---------- |
| 1 | Jordan Brady   | 2017–2019     | 100               | 33                | 67                | .330              | —        | —        | —        | —        |            |
| 2 | Chase Buford   | 2019–2021     | 43                | 33                | 10                | .767              | —        | —        | —        | —        |            |
| 3 | Chaisson Allen | 2021–Presente | 32                | 8                 | 24                | .250              | —        | —        | —        | —        |            |

## Afiliados da NBA
- Milwaukee Bucks (2017-presente)